# Djebilet Rosfa
Djebilet Rosfa, est une commune de la wilaya de Tiaret en Algérie.